# 広塚村
広塚村（ひろつかむら）は、かつて富山県東礪波郡にあった村。村名は広安の『広』と八塚の『塚』を組み合わせた合成地名である。

## 沿革
- 1889年（明治22年）4月1日 - 町村制の施行により、礪波郡広安村の区域の一部、八塚村の区域の一部、田屋村、石田村、東石田村、寺家村、院林村の区域の一部及び苗島村の区域の一部の区域をもって、礪波郡広塚村が発足する。
- 1896年（明治29年）3月29日 - 郡制の施行のため、礪波郡が分割して、東礪波郡が発足により、東礪波郡に所属となる。
- 1941年（昭和16年）4月1日 - 東礪波郡福野町に編入する。